# Southern Discomfort
Southern Discomfort è una compilation di materiale raro del gruppo sludge metal Eyehategod, pubblicato nel 2000 dalla casa discografica Eyeball Records. Tutti i brani presenti in questa compilation sono stati inseriti nelle ristampe fatte dalla Century Media nel 2006 di tutti gli album del gruppo.

## Tracce
1. Ruptured Heart Theory – 3:33
2. Story of the Eye – 2:30
3. Blank/Shoplift – 3:58
4. Southern Discomfort – 4:25
5. Serving Time in the Middle of Nowhere – 3:20
6. Lack of Almost Everything – 2:28
7. Peace Thru War (Thru Peace and War) – 1:48
8. Depress – 4:06
9. Dopesick Jam – 16:02

## Formazione
- Mike Williams - voce
- Jimmy Bower - chitarra
- Brian Patton - chitarra
- Mark Schultz - basso (tracce 1-6)
- Vince LeBlanc - basso (tracce 7-9)
- Joey LaCaze - batteria